# 박세직 (축구 선수)
박세직(1989년 5월 25일 ~)은 대한민국의 축구 선수이다. 현재 K리그2의 충남 아산 FC에서 미드필더를 맡고 있다.

## 선수 경력
2012 K리그 드래프트에서 전북 현대 모터스의 1순위 지명을 받았다. 2012 시즌 데뷔 첫 해임에도 전북에서 15경기에 출전했다. 2013년 11월 20일 열린 FC 서울과의 경기에서 프로 데뷔 골을 기록했다. 2013 시즌 총 11경기 1골을 기록했다. 하지만 2014시즌에는 경기에 출전하지 못했다.
2015 시즌을 앞두고 인천 유나이티드로 이적했다. 2015년 4월 19일 열린 울산 현대와의 경기에서 인천 입단 후 첫 골을 기록했다. 2015시즌 인천에서 30경기에 출전하며 4골 2도움을 기록했다. 2016년 3월 13일 열린 제주 유나이티드와의 경기에서 시즌 마수걸이 골을 기록했다. 2016년 9월 21일 열린 포항 스틸러스와의 경기에서 골을 넣으며 팀의 1-0승리를 이끌었다. 2016시즌 인천에서 27경기 3골을 기록했다.
2017년 6월, 군 문제로 인해 아산 무궁화 축구단으로 입대했다. 2018년 9월 15일 열린 광주 FC와의 경기에서 입대 후 첫 골을 넣었다. 2018시즌 아산에서 20경기 1골 4어시를 기록했다.
2019시즌을 앞두고 원 소속팀인 인천으로 복귀했다. 2019시즌 여름 이적시장에서 아산 무궁화 축구단으로 이적했다. 이로써 박세직은 반 시즌만에 아산 무궁화 축구단으로 복귀했다. 2019년 11월 3일 열린 부산 아이파크와의 경기에서 아산 복귀 후 첫 골을 넣었다.
아산 무궁화 축구단이 충남 아산 FC로 개편된 이후에도 팀에 잔류했으며, 2020시즌을 앞두고 충남 아산 FC의 주장으로 선임되었다.

## 수상

### 팀

#### 전북 현대 모터스
- K리그1 우승: 2014

#### 아산 무궁화 축구단
- K리그2 우승: 2018